# فالي دو نتم
فالي دو نتم (بالفرنسية: Vallée-du-Ntem)‏ هي مقاطعة فرعية تقع في الكاميرون في المنطقة الجنوبية. يقدر عدد سكانها بـ 64,747 نسمة ومساحتها 7,303 كم2.